# 브루나이 반다르 세리 베가완 세인트 앤드류스 스쿨
세인트 앤드류스 스쿨(St. Andrew's School)은 브루나이의 개신교 계파 사립 12년제 국제 초중고등학교이다.

## 교내 연혁과 역사
1956년 아직 영국 직할 식민지였던 영국령 브루네이 직할식민군주국 수도 반다르 세리 베가완에서 첫 개교되어 그 이후 현재에 이르고 있는 그야말로 아시아 국가에서 제법 이름 있는 국제 학교라 알려져 있다.